# 産業政策
産業政策（さんぎょうせいさく,Industrial policy）とは、政府の誘導によって特定の産業の発達を加速したり、保護するなどして産業構造を変化させる政策である。

## 概要
産業政策とは、政府・官僚が次に国を牽引する産業部門（リーディングセクター）を選び、その産業に補助金などの優遇措置によって保護し育成する政策のことである。産業政策について日本の学者は「一国の産業間の資源配分、または特定産業内の産業組織に介入することにより、その国の経済厚生に影響を与えようとする政策」と定義している。産業政策は、特定産業に政府が、補助金、税制恩典、政府系金融機関による低利融資を施す政策である。
産業政策を最も広くとらえると、産業間の資源配分に影響を与える政策全てを含むことになり、政府が市場に代わって財・サービスを供給するようなものまで含まれてしまうが、通常「産業政策」という場合にはこれらは含まれず、たとえばIT産業の育成などといった政府による重点産業への保護や支援を指す。また、独占や寡占による財やサービスの過小供給や価格、供給企業への超過利潤の発生などの問題は、産業政策と呼ばれることもあるが、狭義には競争政策や規制政策として区別される。
また日本では、狭義に「通商産業省（経済産業省）が行う政策」という定義がある。「産業政策」は「産業政策」と明言されず色々な名称となるため、中身を吟味する必要がある。
なお、「産業政策について、…個別産業の振興又は産業間の所得再配分を行う施策から撤退し、又はこれを縮小し、市場原理を尊重した施策に移行すること」（中央省庁等改革基本法21条2号イ）とされている。

## 産業政策の理論的基盤
石油危機以降、日本をはじめとした先進工業国各国では、経済成長率の鈍化が起こり、新興工業国の追上げなどによる需給構造の急激な変化もあって、産業調整を促す要因が増大した。第一次石油危機後、OECDでは、1978年のOECD閣僚理事会で積極的産業調整政策に関する一般方針が採択されるなど、政府の関与によって積極的に産業構造の転換を図るべきであるという考え方が採られるようになった。
経済学者の村上泰亮は、産業政策を「『費用逓減傾向』が見込める産業は、その成長可能性を維持し高める直接的手段」としている。村上は、国家経済を主導する産業を見出すのは「官僚組織」の責務であるとしている。村上は産業政策の具体的なものとして、保護貿易政策、補助金政策、各種経済計画、価格規制などを挙げている。
経済学者の若田部昌澄は「理論的には、政府主導で産業を創出することがまったく効果がないとは言えなくもない」と指摘している。
しかし、こうした可能性はしばしば保護主義的な政策を正当化するのに利用されることがあるという問題もある。そもそも「将来発展する産業が何かということは、民間では分からないのに政府なら分かるということはないはずだ」という産業政策に対する根本的な批判意見もある。
政府が産業を直接育てるということではなく、その産業が育つ環境をつくることが重要な役割となる。具体的には、競争の促進、それを支える人材を育てるための教育制度の整備は必要である。経済学者の野口悠紀雄は「経済成長は、基本的には民間企業と市場によって実現される。政府の役割は、そのプロセスを邪魔しないように環境を整備することである。具体的には、規制緩和であり、補助金・助成金など従来型保護政策からの脱却である」と指摘している。
経済学者の岩田規久男は「政府は税・補助金を用いて、特別な投資・消費を促進させたり、特定の産業を促進させないことが産業政策の哲学である」と指摘している。
衰退産業が退場する際の「痛み」を緩和させるための施策は必要な場合もあるが、それを保護し「延命」させるための施策は、結果として国全体の国際競争力を削ぐことになる。

## 貿易と産業政策
国内の産業政策は貿易保護政策との関係でも議論される。

### 幼稚産業保護政策（幼稚産業論）
特定産業を外国企業から保護するために、輸入・直接投資を制限する政策。直接投資の制限は、技術移転の遅れや雇用を創出しないなどの弊害があるが、現時点では国際競争力が無いが、将来は有望である国内の産業を保護・育成する効果があるとされる。
幼稚産業論は新興工業国で支持されることが多い。フリードリッヒ・リストの幼稚産業保護論・産業政策に関する議論は、現在（2004年）でも多くの途上国の政策担当者に支持されている。
幼稚産業保護が成功した代表例は、南北戦争後のアメリカ、オットー・フォン・ビスマルク時代のドイツである。また、1950年代、ラテンアメリカ諸国は原材料輸出国から脱却して工業国としての地位を確立するため、多くの工業製品に関税や割当てを課していた。
幼稚産業保護は国家全体の技術レベルを向上させるようなハイテク産業には理論的にも説得力がある。しかし、現実的には国内で政治的影響力の強い産業が保護される結果となることや、政府が新技術のどれが最良か予測することも難しいという問題がある。また、幼稚産業として保護した特定の産業が自立できるほど成熟した後、その産業の保護を撤廃することが困難であることが多いという問題もある。

### 雇用創出
国内にある輸入競争産業を保護し追加的な雇用を創出するため貿易保護政策がとられる場合がある。ただ、国内で輸入財を投入物として使っている産業では、その貿易保護政策のため価格上昇に直面することになり雇用が減少するという作用もある。

### 国家安全保障
国際紛争があると国交が途絶えるおそれがあり財の供給に影響が出るため、国は必要な財について自給自足を図るため国内産業を保護すべきという議論である。

## イギリスの産業政策
イギリス東インド会社は東南アジアでの高級香辛料の獲得競争でオランダ東インド会社に敗れたのち、インドに進出して綿織物であるキャラコの輸入を始めた。このキャラコはヨーロッパの上級・中流階級で大流行したが、イギリス政府は国内の毛織物産業や絹織物産業を保護するためキャラコ輸入禁止法を制定した。
蒸気機関の発明による動力革命や鉄道や大型汽船の発明による運輸革命などの一連の産業革命の発端となったのが繊維革命で、それはインド産綿織物に対抗する形で発生した。アメリカのプランテーション経営で栽培された綿花を原料に、技術革新で近代化された織機や紡績機で加工することで安価で質の高い綿織物が大量生産されるようになり、イギリスは綿織物を世界に大量に輸出するようになった。
イギリスでは産業革命や市民革命を通じて資本家階級が勢力を伸ばし、特定の会社に限って特許を与える保護貿易ではなく市場に自由に参入できる自由貿易を主張するようになった。オランダに対抗するため海運の独占的利益の確保を目的として制定されていた航海条例も次第に緩和され1849年に廃止された。

## 日本の産業政策
明治時代の日本の政府の産業育成としては、殖産興業政策と官業払下げがあり、その後は一部の重工業（例：八幡製鐵所）の国営・政府管理が行われた。第二次世界大戦直後は、傾斜生産方式、高度成長期の重化学工業の振興、国産コンピュータなど電機・電子産業の振興へと移っていった。
第二次世界大戦前後の統制経済から、国内経済や国際競争力の回復に伴って貿易や投資の規制が緩和され、自由化が進み産業政策の重要性は低下するかに見えた。しかし、1970年頃からは日本の経常収支の黒字が定着し、欧米諸国を中心とした貿易摩擦が激化したことから、通商政策の一環としての産業政策が重要となった。繊維、鉄鋼、自動車や半導体の輸出自主規制を政府が主導するという形で、産業政策は展開して行き、繊維産業などでは新興工業国の追い上げによって産業の縮小を緩やかに円滑に行うという調整政策も行われるようになった。
自動車産業の集約や鉄鋼業の設備投資調整が実現されなかったように、官庁の指導に業界が従わなかった例も多く存在する。第二次世界大戦直後に成功した企業の中には、自動車会社ではホンダ、電機産業では松下電工（現 パナソニック電工）やソニーなど政府の産業政策の枠外で発展した企業が多かった。オイルショック前、通産省は日本の自動車会社九社体制を三社に集約させ、大型車の中心の生産体制になるように行政指導しようとしたが（特定産業振興臨時措置法案）、業界は猛反発した。その後オイルショックが起こり、小型車が爆発的に売れることとなった。
1990年代以降は、IT産業の振興やバイオ・テクノロジーなど先端技術産業の振興による国際競争力の強化や経済の活性化が産業政策の目的となってきている。一方、農業振興は第二次世界大戦後大きな政治課題であったが、農業構造改善事業などに多額の国費を投入してきたにもかかわらず生産性の向上は進まず、国際競争からの保護が政策の中心だった。この中心であった米の輸入制限が徐々に進められることによって、農業政策も保護から国際競争力の育成にシフトしつつある。

### 評価
第二次世界大戦後の日本の産業政策については、1990年代初めまでは高度成長の実現など日本経済の驚異的な発展の主要な原因の1つという肯定的な評価がなされていた（ただし否定論も多い）。
第二次世界大戦直後の傾斜生産方式による石炭産業と鉄鋼業の育成、その後の石油化学工業など重厚長大産業の育成に当時の通産省の産業政策が大きな役割を果たした成功例とされることが多い。その後も、二次にわたる石油危機を経て、日本経済を自動車産業や電機・電子産業といった加工組み立て型の製造業など高付加価値型の産業に転換していく上で、産業政策の役割を評価する声もある。
経済学者の西川潤は「1950年代の日本の鉄鋼・自動車産業は政府は政府の手厚い保護（幼稚産業保護）によって、今日の世界的な産業へと成長した」と指摘している。国際政治学者のチャルマーズ・ジョンソンは1982年の『通産省と日本の奇跡』で「優秀な官僚による産業政策によって戦後の日本は経済発展が可能となった」と主張した。
「戦後、日本が先進国になるまで、官僚による裁量的経済運営は効率的であった」という議論について、岩田規久男は「そのような事実は証明されていない。むしろ、財閥解体、貿易・資本の自由化といった市場競争を維持する政策のほうが、戦後日本の高度経済成長に大きく寄与したのではないか」と指摘している。経済学者の伊藤修は「基幹産業・主導的役割を果たした産業は、自主的に発展した」と指摘している。経済学者の野口旭、田中秀臣は「日本の旧通産省による産業構造政策（産業構造高度化政策）のような政策は、単に市場の資源配分機能を歪めるだけに過ぎない」と指摘している。
経済学者の竹内弘高の研究によれば、日本の20の成功産業について、政府の果たした役割は皆無だったとしており、経済学者の三輪芳朗の研究では、高度成長期でさえ産業政策は有効でなかったとされている。
1990年代半ば以降、日本経済が低迷を続ける中で、非効率な産業を温存し、日本経済が長期低迷を続けてた原因となっているという否定的な見方が多くなった。コンピュータ産業の育成や半導体産業の育成が成功したと見るかどうかは、意見が分かれている。

### 他国との比較
竹中平蔵は「アメリカの経済学には産業というコンセプトはない。アメリカには産業（インダストリー）と名のつく役所はない」と指摘している。また、経済学者の高橋洋一は「『産業政策』は、先進国では例がない。政府がミクロ的な介入をするだけの能力がないからである。『産業政策』に相当する政策は開発途上国での『幼稚産業保護』くらいしかない」「予算配分は公正中立に、産業については市場原理に任せるというのが先進国の常識となっている」と指摘している。
しかし竹中や高橋のそういった指摘は誤りである。ハーバード大学の経済学者であるDani Rodrikが産業政策の必要性を唱えた2004年の論文は引用数が2300を超えており、経済学の核心課題であり続けており、アメリカをはじめ、世界のトップの研究者が研究を続けている。分析対象は途上国に限らず、例えば、マサチューセッツ工科大学の経済学者であるJohn Van Reenenらが経済学のトップジャーナルであるAmerican Economic Reviewで出版した2019年の論文の中でも、現代の英国における、産業政策の正の効果を認めている。

### 成長産業の選別
「どの産業・企業が発展するか」という民間に分からないことが政府には分かり得るのか（どの産業を育成すべきか政府に正しく判別できるのか）ということが疑問視されるようになり、産業政策の成果にも懐疑的な見方もある。
高橋洋一は「経済産業省の『ターゲット・ポリシー』は産業選別という意味で、日本国外では通用しない。特定の産業の選別はえこひいきとなるし、そもそも政府に成長産業を選び出す能力がない」と指摘している。高橋は「ビジネスに疎い役人が支援すべき成長産業を選別するというところに原理的な矛盾がある。産業政策手法の根本的な欠陥は、需要サイドではなく供給サイドに政府支援を行うことである」と指摘している。
経済学者の原田泰は「政府が将来発展しそうな産業を選んで、補助金を与えるのが成長戦略と考える人が多いが、そのような産業政策で成長率を高めることはできない。政府に成長産業を選ぶ能力がない。政府がそのような能力をもっているくらいなら、民間がとっくに投資している。政府の補助金を期待して、民間はそれを待とうと思ってしまうが、それでは世界のライバルに追いつかない」と指摘している。
エコノミストの杉浦哲郎は「『5年先、10年先にこの産業が伸びる』と、政府が決めつけること自体がおかしいく、そんなものがわかるはずもない。産業界・個別の企業が必死に考え、試行錯誤する中から成長産業や技術が市場で自発的に生まれてくるし、それが生まれ易い仕組みや環境をつくることこそ、政府の仕事である」と指摘している。
エコノミストの安達誠司は「政府が有望産業を指定することで利権が発生する誘引が存在し、経済効率を悪化させる可能性がある（レントシーキング）」と指摘している。

### 具体例
経済学者の八田達夫は「通産省が1960年代前半に行った、石炭から石油への転換策を行った。石炭産業で大量の失業が生じたがそれに対して国は、雇用促進事業団を作り、多くのアパートを東京・大阪に建設し、炭坑離職者が移住できるようにした。また、炭坑離職者を雇用した会社に補助金も出した。この石炭から石油への転換策は、模範的な構造改革だった」と指摘している。また八田は「日本の官僚は、パイ拡大政策・長期的なビジョンを示す役割を果たさずに、官の既得権を守るためにエネルギーを使ってきた。また族議員と結びついて民間の利益集団の既得権を守る役割も果たしてきた。日本の制度が、官僚にそういったインセンティブを与えてきたという側面がある」と指摘している。
田中秀臣は「政府が大きな需要を埋めるだけの新産業の創出に成功した実例を、少なくとも戦後の日本の歴史に求めるのは不可能である」と指摘している。田中は「傾斜生産方式・日本の産業政策的なものは、実証的に見れば衰退産業に対する補助金政策として行われた。農業以外には有効ではなかった」と指摘している。
全国総合開発計画、公共投資の地方へのバラマキ政策、工場等制限法、大規模小売店舗法、護送船団行政などの産業保護政策は、むしろ経済成長を鈍化させる要因になったされている。
自動車産業の集約や鉄鋼業の設備投資調整が実現されなかったように、官庁の指導に業界が従わなかった例も多く存在する。..竹中平蔵は「1950年に川崎製鉄は、千葉に日本初の鉄鋼一貫製鉄所の建設を計画したが、需給バランスが崩れるという懸念から、通産省・日本銀行に反対された。その後、工場建設に賛同した日本興業銀行（後のみずほフィナンシャルグループ）などの融資によって1953年に工場は完成し、これを一つの契機として鉄鋼業が急速に成長し、日本は高度経済成長に突入した」と指摘している。また竹中は「かつて通産省は、多過ぎる自動車メーカーを3社に集約させようとした。だか結果は違い10社以上の自動車メーカーの競争があったからこそ、日本の自動車産業は強くなったのである。対照的に『護送船団』と言われた産業、特に銀行は競争しなかったため自動車産業と格差が開いていった」と指摘している。野口旭は「通産官僚が奮闘した特定産業振興臨時措置法案成立のための努力は、きわめて非経済学的試みであった。特振法の廃案は、その後の日本にとって幸いであった。もし自動車産業の再編を構想していた特振法が実現していたら日本の自動車産業の隆盛はあり得なかった」と指摘している。
竹内弘高たちの研究チームは、1990年代に日本が競争力をもっていた20の産業（自動車、カメラ、カーオーディオ、炭素繊維、連続合成繊維織物、ファクシミリ、フォークリフト、家庭用エアコン、家庭用オーディオ、マイクロ波・衛星通信機器、楽器、産業用ロボット、半導体、ミシン、醤油、トラック・バス用タイヤ、トラック、タイプライター、VTR、テレビゲーム）と、競争力をもっていなかった6つの産業（民間航空機、証券業、ソフトウェア、洗剤、アパレル、チョコレート）を比較している。前者の成功産業においては、政府の役割はまったく存在しなかったとしており、大規模な補助金制度・競争への介入もほとんど存在しなかったとしている。例外はミシン産業であるが、日本のミシン産業の歴史は長く、政府による政策が競争優位に影響したのは戦後の10年ほどにすぎないとしている。また、1990年代に競争優位を持っていたのは、政府が保護した家庭用ミシン産業ではなく産業用ミシン産業であったとしている。これに対して、後者の失敗産業においては政府の広範な介入があった。例えば証券業界では、手数料は固定制で、社債・国債発行における市場シェアは企業別に割り当てられていた。　
高橋洋一は「日本の戦後成長の歴史を見ても、通産省がターゲットにした産業は、石油産業、航空機、宇宙産業などことごとく失敗している。逆に、通産省の産業政策に従わなかった自動車などは、日本のリーディング産業に成長している」「産業政策の失敗の例として、1985年に設立された基盤技術研究促進センターがある。2800億円の出資は結局8億円くらいしか回収できなかった。第五世代コンピュータやシグマプロジェクトも壮大な無駄遣いであった。自分のカネで投資を行わない役所は、投資の結果に無責任なのでほとんどが失敗する」と指摘している。

## アメリカの産業政策
杉浦哲郎は「わかり易い成功例は、クリントン政権時のゴア副大統領が進めたアメリカの『情報スーパーハイウェイ構想』であり、政府は情報ネットワークが経済を牽引するというアイデアだけを提示して、それまで国防省が独占していたインターネットというインフラを民間に開放した」と指摘している。
野口悠紀雄は「1990年代にアメリカでIT産業が成長し、これがアメリカ経済の形を大きく変えた。しかし、IT産業は政府の戦略・保護によって成長したのではない。市場競争の末生き残った企業が、結果的に新しい産業を作った」と指摘している。